# Tolidopalpus nitidicoma
Tolidopalpus nitidicoma is een keversoort uit de familie spartelkevers (Mordellidae). De wetenschappelijke naam van de soort is voor het eerst geldig gepubliceerd in 1929 door Lea. De soort werd oorspronkelijk beschreven als Mordellistena nitidicoma. Door Lu is de soort in 2009 opnieuw beschreven en ingedeeld in het geslacht Tolidopalpus.

## Voorkomen
De soort komt voor in Australië en Nieuw-Zeeland.